# Freyler
Freyler is een Oostenrijks historisch merk van motorfietsen.
De bedrijfsnaam was: A. Ö. Motor Company A. Freyler & Co., Wien
Freyler leverde bijzondere 348cc-viertaktmotoren met een door een koningsas aangedreven draaischijf in de cilinderkop in plaats van kleppen. Het slecht doorontwikkelde principe gaf de firma een slechte naam en het merk verdween al snel van de markt. De productie liep van 1928 tot 1929.